# Zoborožec přílbový
Zoborožec přílbový (Rhyticeros cassidix, syn. Aceros cassidix) je pták z čeledi zoborožcovití (Bucerotidae) a rodu Rhyticeros. Druh popsal Coenraad Jacob Temminck roku 1823 pod původním vědeckým jménem Buceros cassidix.

## Výskyt
Zoborožec přílbový se vyskytuje v Malajském souostroví. Je endemitem ostrova Sulawesi (Celebes), blízkých Togianských ostrovů a ostrovů Lembeh, Muna a Butung. Zoborožec přílbový žije především ve stálezelených lesích, při pátrání za potravou však může pronikat i do druhotných lesů, otevřených lesů či na plantáže. Toleruje stanoviště až do nadmořské výšky 1 800 metrů, nejhojnější je však do 1 100 metrů.

## Popis

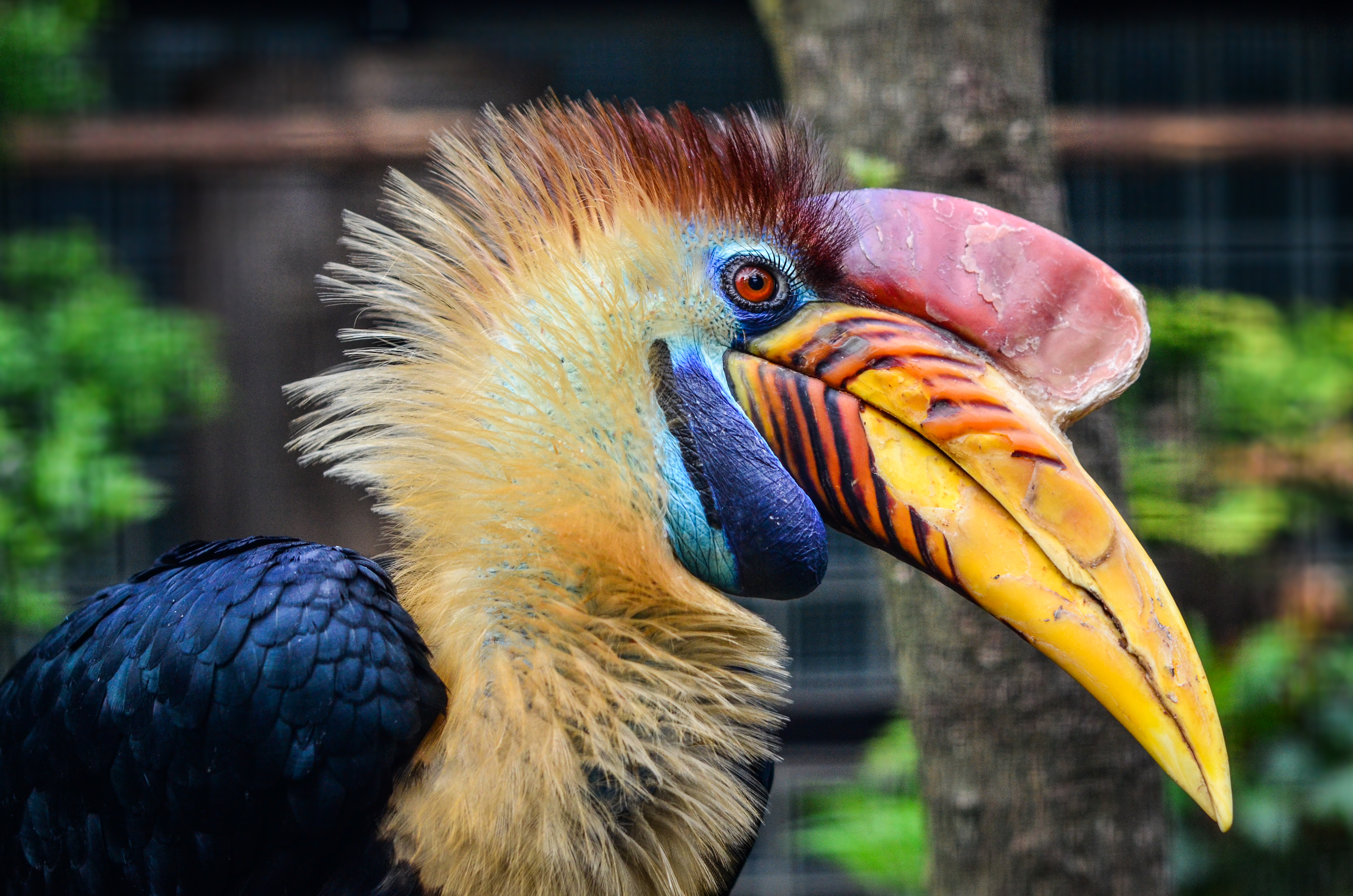
Hlava samce

Zoborožec přílbový dosahuje velikosti 70–80 cm. Opeření na těle je obecně černé, což kontrastuje s bílým ocasem. Zobák je žlutý a vyrůstá z něj typická „přilbice“, kůže na hrdle je modrá. Ve zbarvení se objevuje pohlavní dimorfismus: samci mají rezavý krk a červenou přilbici, samice mají černě zbarvený krk a menší žlutou přilbici. Ve své domovině je zoborožec přílbový prakticky nezaměnitelný; jediný sympatrický druh zoborožce na Sulawesi, zoborožec celebeský (Rhabdotorrhinus exarhatus), je totiž znatelně menší.

## Chování a ekologie

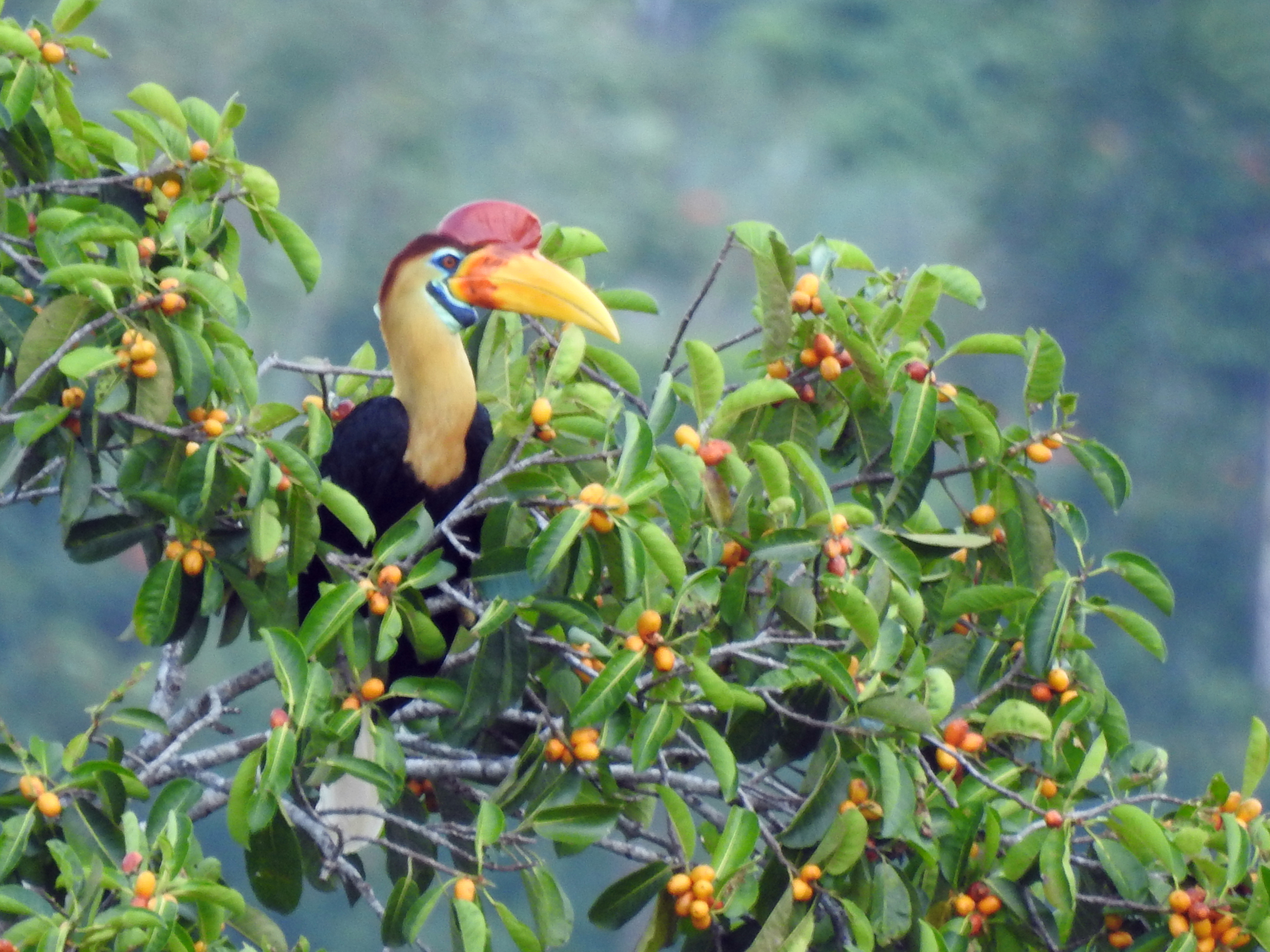
Zoborožec přílbový vyfocený na fíkovníku v rezervaci Tangkoko; fíky obecně představují preferovanou součást jídelníčku tohoto druhu

Chování a ekologické vztahy zoborožce přílbového byly celkem dobře prostudovány. Jde o hlasitého, nepříliš teritoriálního ptáka, jehož lze nejčastěji pozorovat v párech, ale v oblastech s dostatkem oblíbené potravy, jako jsou fíky, může utvářet i početné agregace. Vzácně mohou skupiny zoborožců čítat až 120 jedinců. Zoborožec přílbový se ozývá hlasitým troubením (wha-wha-wha), jež může být patrné až na vzdálenost 2 km.
Zoborožec přílbový se nejčastěji krmí ve stromovém baldachýnu, přičemž jeho potravu tvoří ovoce, dále hmyz, ptačí vejce a holátka. Ačkoli představuje všežravce, patří mezi nejvíce plodožravé druhy zoborožců, ovoce totiž může tvořit až 90% podíl jeho jídelníčku. Ve svém přirozeném prostředí zastává klíčovou úlohu v rozptylování semen a obnově lesa, čemuž napomáhá jak jeho vysoká pohyblivost, tak široká paleta konzumovaného ovoce (během roku se krmí až na 60 druzích stromů).
K rozmnožování zoborožci vyžadují vysoké stromy, přičemž hnízdo si staví v přirozených stromových dutinách ve výšce 13 až 53 m. Období rozmnožování je načasováno na konec období dešťů, tj. na začátek června/července, přičemž tento druh hnízdí ve vysokých hustotách až 10 párů/km2. Jedinečnou charakteristikou zoborožců je, že samice bahnem či výkaly utěsní vchod do hnízdní dutiny a ponechá pouze malý otvor, kterým přijímá potravu od svého druha. Snůšku zoborožce přílbového tvoří dvě až tři vejce, ačkoli přepeření se obvykle dožije pouze jedno mládě. Inkubace trvá 32 až 35 (35–40) dní, navazuje na ni asi dalších 100 dní péče o mláďata. Mláďata jsou krmena opět především ovocem, z toho majoritní část tvoří fíky. Doba vylétnutí samice z hnízda je variabilní, ačkoli obvykle hnízdo opouští před svými mláďaty. Podle terénní studie z rezervace Tangkoko na severu Celebesu samice zůstávají v hnízdě v průměru 108 dní, mláďata pak vylétají v průměru za 28 dní po vylétnutí samice.

## Ohrožení
Mezinárodní svaz ochrany přírody (IUCN) hodnotí zoborožce přílbového ve svém vyhodnocení stavu ohrožení z roku 2017 jako zranitelný druh. Ačkoli celková velikost populace nebyla kvantifikována, IUCN jí přisuzuje klesající trend (pokles téměř 40 % v průběhu tří generací). Hlavním důvodem ohrožení je postupující odlesňování. Protože zoborožci k hnízdění vyžadují vysoké stromy, jsou zvláště náchylní na ztrátu původních lesních porostů. Vyjma kácení lesů se na degradaci jejich přirozeného prostředí podílí také těžba zlata či požáry, na tyto problémy se navíc nabaluje rovněž lov. Zoborožci jsou zabíjeni jak pro maso, tak pro jejich ozdobné peří a zobáky. Místní komunity věří, že tyto artefakty propůjčují sílu a zajišťují nepřemožitelnost svým nositelům, případně chrání domy před zlými démony.